# بلي ويت هاريسون لي
بلي ويت هاريسون لي (بالإنجليزية: Blewett Harrison Lee)‏ هو عالم قانوني ومحامي أمريكي، ولد في 1869 في كولومبوس في الولايات المتحدة، وتوفي في 1951.